# Rally de Cerdeña de 2009
El Rally de Cerdeña de 2009 fue la 6ª edición y la sexta ronda de la temporada 2009 del Campeonato Mundial de Rally. Se celebró en los alrededores de Olbia entre el 22 y el 24 de mayo y contó con un itinerario de diecisiete tramos de tierra que sumaban un total de 347.12 km cronometrados. Fue además la quinta ronda del campeonato de producción y del campeonato junior.

## Itinerario y ganadores
| Día                | Tramo | Hora  | Tramo          | Distancia | Ganador            | Tiempo  | Vel. media  | Líder rally        |
| ------------------ | ----- | ----- | -------------- | --------- | ------------------ | ------- | ----------- | ------------------ |
| Día 1 (22 de mayo) | SS1   | 9:32  | Sa Conchedda 1 | 14.99 km  | Jari-Matti Latvala | 10:33.3 | 85.21 km/h  | Jari-Matti Latvala |
| Día 1 (22 de mayo) | SS2   | 10:08 | Loelle 1       | 22.3 km   | Dani Sordo         | 13:41.6 | 97.71 km/h  | Jari-Matti Latvala |
| Día 1 (22 de mayo) | SS3   | 10:43 | Crastazza 1    | 27.81 km  | Jari-Matti Latvala | 18:24.8 | 90.62 km/h  | Jari-Matti Latvala |
| Día 1 (22 de mayo) | SS4   | 14:57 | Sa Conchedda 2 | 14.99 km  | Jari-Matti Latvala | 10:16.3 | 87.56 km/h  | Jari-Matti Latvala |
| Día 1 (22 de mayo) | SS5   | 15:33 | Loelle 2       | 22.3 km   | Sébastien Loeb     | 13:19.8 | 100.38 km/h | Jari-Matti Latvala |
| Día 1 (22 de mayo) | SS6   | 16:08 | Crastazza 2    | 27.81 km  | Jari-Matti Latvala | 17:57.0 | 92.96 km/h  | Jari-Matti Latvala |
| Día 2 (23 de mayo) | SS7   | 8:45  | Sa Línea 1     | 14.2 km   | Mikko Hirvonen     | 9:10.5  | 92.86 km/h  | Jari-Matti Latvala |
| Día 2 (23 de mayo) | SS8   | 9:31  | Fiorentini 1   | 22.02 km  | Sébastien Loeb     | 18:06.4 | 72.97 km/h  | Jari-Matti Latvala |
| Día 2 (23 de mayo) | SS9   | 10:32 | Monte Lerno 1  | 29.15 km  | Sébastien Loeb     | 19:36.7 | 89.18 km/h  | Jari-Matti Latvala |
| Día 2 (23 de mayo) | SS10  | 15:05 | Sa Línea 2     | 14.2 km   | Mikko Hirvonen     | 9:05.4  | 93.80 km/h  | Jari-Matti Latvala |
| Día 2 (23 de mayo) | SS11  | 15:51 | Fiorentini 2   | 22.02 km  | Petter Solberg     | 17:53.3 | 73.86 km/h  | Jari-Matti Latvala |
| Día 2 (23 de mayo) | SS12  | 16:52 | Monte Lerno 2  | 29.15 km  | Sébastien Loeb     | 18:58.6 | 92.17 km/h  | Jari-Matti Latvala |
| Día 3 (24 de mayo) | SS13  | 7:08  | Monte Olia 1   | 19.31 km  | Jari-Matti Latvala | 14:24.3 | 80.43 km/h  | Jari-Matti Latvala |
| Día 3 (24 de mayo) | SS14  | 7:42  | Sorillis 1     | 18.66 km  | Jari-Matti Latvala | 14:21.1 | 78.01 km/h  | Jari-Matti Latvala |
| Día 3 (24 de mayo) | SS15  | 10:19 | Arzachena      | 10.24 km  | Henning Solberg    | 5:46.7  | 106.33 km/h | Jari-Matti Latvala |
| Día 3 (24 de mayo) | SS16  | 11:46 | Monte Olia 2   | 19.31 km  | Henning Solberg    | 14:02.6 | 82.50 km/h  | Jari-Matti Latvala |
| Día 3 (24 de mayo) | SS17  | 12:20 | Sorillis 2     | 18.66 km  | Sébastien Loeb     | 13:48.3 | 81.10 km/h  | Jari-Matti Latvala |

## Clasificación final
| Pos.    | Piloto                | Copiloto             | Automóvil                      | Tiempo    | Diferencia | Puntos  |
| General | General               | General              | General                        | General   | General    | General |
| ------- | --------------------- | -------------------- | ------------------------------ | --------- | ---------- | ------- |
| 1       | Jari-Matti Latvala    | Miikka Anttila       | Ford Focus RS WRC 08           | 4:00:55.7 | 0.0        | 10      |
| 2       | Mikko Hirvonen        | Jarmo Lehtinen       | Ford Focus RS WRC 08           | 4:01:25.1 | +29.4      | 8       |
| 3       | Petter Solberg        | Phil Mills           | Citroën Xsara WRC              | 4:02:53.3 | +1:57.6    | 6       |
| 4       | Sébastien Loeb        | Daniel Elena         | Citroën C4 WRC                 | 4:04:39.4 | +3:43.7    | 5       |
| 5       | Evgeny Novikov        | Dale Moscatt         | Citroën C4 WRC                 | 4:06:07.5 | +5:11.8    | 4       |
| 6       | Matthew Wilson        | Scott Martin         | Ford Focus RS WRC 08           | 4:08:25.0 | +7:29.3    | 3       |
| 7       | Mads Østberg          | Veronica Engan       | Subaru Impreza WRC             | 4:14:16.3 | +13:20.6   | 2       |
| 8       | Henning Solberg       | Cato Menkerud        | Ford Focus RS WRC 08           | 4:14:16.9 | +13:21.2   | 1       |
| JWRC    |                       |                      |                                |           |            |         |
| 1       | Martin Prokop         | Jan Tománek          | Citroën C2 S1600               | 4:23:40.6 | 0.0        | 10      |
| 2       | Michal Kosciuszko     | Maciek Szczepaniak   | Suzuki Swift S1600             | 4:23:53.8 | +13.2      | 8       |
| 3       | Aaron Nikolai Burkart | Michael Kölbach      | Suzuki Swift S1600             | 4:31:55.4 | +8:14.8    | 6       |
| 4       | Yoann Bonato          | Benjamin Boulloud    | Suzuki Swift S1600             | 4:34:45.2 | +11:04.5   | 5       |
| 5       | Alessandro Bettega    | Simone Scattolin     | Renault Clio R3                | 4:35:40.2 | +11:59.5   | 4       |
| 6       | Hans Weijs            | Bjorn Degandt        | Citroën C2 S1600               | 4:37:14.2 | +13:33.5   | 3       |
| 7       | Simone Bertolotti     | Luca Celestini       | Suzuki Swift S1600             | 5:13:03.0 | +49:22.4   | 2       |
| PWRC    |                       |                      |                                |           |            |         |
| 1       | Nasser Al-Attiyah     | Giovanni Bernacchini | Subaru Impreza N14             | 4:20:39.4 | 0.0        | 10      |
| 2       | Patrik Sandell        | Emil Axelsson        | Škoda Fabia S2000              | 4:20:40.9 | +1.5       | 8       |
| 3       | Armindo Araujo        | Ramalho Miguel       | Mitsubishi Lancer Evolution IX | 4:24:23.5 | +3:44.1    | 6       |
| 4       | Patrick Flodin        | Göran Bergsten       | Subaru Impreza                 | 4:27:14.9 | +6:35.5    | 5       |
| 5       | Eyvind Brynildsen     | Denis Giraudet       | Mitsubishi Lancer Evolution IX | 4:34:37.9 | +13:58.5   | 4       |
| 6       | Frederic Sauvan       | Sebastien Capanna    | Mitsubishi Lancer Evolution IX | 4:47:14.5 | +26:35.1   | 3       |
| 7       | Gianluca Linari       | Paolo Gregoriani     | Subaru Impreza WRX STi         | 4:48:10.7 | +27:31.3   | 2       |
| 8       | Gabor Mayer           | Robert Tagai         | Subaru Impreza                 | 4:48:11.3 | +27:31.9   | 1       |